# Greens
Greens eller Greens Erhvervsinformation blev stiftet i 1883, da vekselerer og medstifter af Det Danske Handelskammer, Theodor Green for første gang udgav bogen "Danske Fonds og Aktier".
Ingen virksomheder havde på dette tidspunkt oplysningspligt, og det blev Theodor Greens vision at skabe mere åbenhed omkring ejerforhold, regnskaber og bestyrelse. En vision, Greens den dag i dag arbejder efter.
Høj kvalitet og troværdighed har altid været kendetegnet for Greens i arbejdet med dansk erhvervsliv. Redaktionen på Greens sikrer aktuelle og valide data ved daglige opdateringer på baggrund af meddelelser fra Erhvervs- og Selskabsstyrelsen, Fondsbørsen, aviser, fagtidsskrifter samt et tæt samarbejde med virksomhederne, der er i databasen. Greens udgives stadig i bogform men det er onlineløsningen, der aktivt sælges da informationerne her opdateres dagligt.
Greens er i dag bosiddende i Søborg, og man har endvidere specialiseret sig i at kortlægge topchefernes netværk for at skabe overblik over sammenhænge i dansk erhvervsliv.